# Stadio Daugava
Lo stadio Daugava (in lettone Daugavas Stadions) è uno stadio situato a Riga, in Lettonia. È prevalentemente usato per incontri di calcio e per competizioni di atletica leggera ed ospita le partite casalinghe del Metta/LU e della nazionale di calcio lettone.

## Storia
Lo stadio fu costruito nel 1927 e fu poi abbandonato dopo l'occupazione sovietica della Lettonia nel 1940. Dopo la II guerra mondiale lo stadio fu sottoposto a lavori di ristrutturazione nel 1949. Nel luglio 1990 furono demolite le tribune nord, est e sud riducendo la capienza da 10.000 a 5.683 posti. 
Dal 1991 al 2000 ospitò le partite della nazionale di calcio lettone, che poi si trasferì allo Stadio Skonto mentre per lo stadio Daugava veniva presentato un nuovo progetto di ristrutturazione. Tale progetto fu finanziato dal Fondo europeo di sviluppo regionale e dal governo lettone nel 2015 e i lavori iniziarono ufficialmente nel settembre 2017 con un budget di 62 milioni di euro. Il 15 maggio 2018 fu completata la prima fase dei lavori, con la costruzione di nuove tribune che hanno portato la capienza da 5.683 a 10.461 posti, di sale conferenze, di nuovi schermi e di nuove strutture per l'atletica. Dopo i lavori lo stadio è classificato dall'UEFA come stadio di categoria 4 e può quindi ospitare partite europee. È inoltre classificato dall'IAAF come categoria 2. Una seconda fase dei lavori, con la costruzione di una copertura sulla tribuna ovest, di una nuova pista di pattinaggio sul ghiaccio e di un nuovo palazzetto dello sport nei dintorni è prevista entro il 2022.
Dall'estate 2018 la nazionale di calcio lettone è tornata a disputare le sue partite interne nello stadio e dal giugno 2018 gioca le sue partite anche il club Metta/LU. In precedenza lo stadio era stato la sede di altri club come il Futbola Klubs Daugava Rīga, il Rīgas Futbola skola e il Jauniešu futbola klubs Olimps.